# Handball-Europameisterschaft der Männer 2016/Qualifikation
Diese Seite beschreibt die Qualifikation zur Handball-Europameisterschaft 2016 der Männer.

## Modus
An der Europameisterschaft 2016 nehmen 16 Nationalmannschaften teil. Von den 38 gemeldeten Mannschaften war der Gastgeber Polen direkt qualifiziert. Die weiteren 37 Nationen mussten sich in zwei Gruppenphasen für das Turnier qualifizieren.
Entsprechend der aktuellen Rangliste der EHF-Männer-Nationalmannschaften wurde eine Liste gebildet. Von dieser mussten die letztplatzierten 9 Mannschaften zunächst in die 1. Qualifikationsrunde; die drei am schlechtesten platzierten Mannschaften aus der 2. Qualifikationsrunde für die EHF EURO 2014 mussten in einer KO-Runde gegen die Gruppenersten der ersten Runde antreten und die besten 25 Mannschaften waren unmittelbar für die 2. Qualifikationsrunde gesetzt.

## 1. Qualifikationsrunde

### Modus
Neun Teams wurden nach der EHF-Rangliste auf 3 Töpfe verteilt:

Topf 1: Griechenland, Estland, Finnland

Topf 2: Italien, Zypern, Belgien

Topf 3: Luxemburg, Großbritannien, Irland

Die drei Gewinner der 1. Qualifikationsrunde nahmen an einer KO-Runde mit den drei am schlechtesten platzierten Mannschaften aus der 2. Qualifikationsrunde für die EHF EURO 2014 teil. Hin- und Rückspiel jeder Paarung fanden am 2./3. April 2014 und 5./6. April 2014 statt.
Die drei Gewinner dieser Runde nahmen dann an der 2. Qualifikationsrunde der EHF EURO 2016 teil.

### Entscheidungen
Legende: Mannschaft ist für die nächste Runde qualifiziert

### Gruppe A
| Pl. | Land      | Sp. | S | U | N | Tore     | Diff. | Punkte |
| --- | --------- | --- | - | - | - | -------- | ----- | ------ |
| 1.  | Finnland  | 4   | 3 | 1 | 0 | 0113:830 | +30   | 07:10  |
| 2.  | Luxemburg | 4   | 1 | 1 | 2 | 097:910  | +6    | 03:50  |
| 3.  | Zypern    | 4   | 1 | 0 | 3 | 077:1130 | −36   | 02:60  |

| 31. Oktober 2012 19:00 Uhr | Finnland                    | 28:21        | Luxemburg             | Sisu Arena, Karis Zuschauer: 903 Schiedsrichter: Cvetko, Kavalar |
| 31. Oktober 2012 19:00 Uhr | meiste Tore: A. Rönnberg 10 | (12:11)      | meiste Tore: Müller 5 | Sisu Arena, Karis Zuschauer: 903 Schiedsrichter: Cvetko, Kavalar |
| 31. Oktober 2012 19:00 Uhr | Strafen: 3×                 | Spielbericht | Strafen: 3×           | Sisu Arena, Karis Zuschauer: 903 Schiedsrichter: Cvetko, Kavalar |

| 4. November 2012 18:00 Uhr | Zypern                 | 21:26        | Finnland            | Universität Zypern Athletic Center, Nikosia Zuschauer: 300 Schiedsrichter: Ağakişi, Ağakişi |
| 4. November 2012 18:00 Uhr | meiste Tore: Argyrou 7 | (7:13)       | meiste Tore: Valo 6 | Universität Zypern Athletic Center, Nikosia Zuschauer: 300 Schiedsrichter: Ağakişi, Ağakişi |
| 4. November 2012 18:00 Uhr | Strafen: 3× 5×         | Spielbericht | Strafen: 3× 5×      | Universität Zypern Athletic Center, Nikosia Zuschauer: 300 Schiedsrichter: Ağakişi, Ağakişi |

| 3. April 2013 19:30 Uhr | Luxemburg            | 16:17        | Zypern                 | D’Coque, Luxemburg Zuschauer: 500 Schiedsrichter: Rutkovskis, Dzērve |
| 3. April 2013 19:30 Uhr | meiste Tore: Sarac 5 | (7:9)        | meiste Tore: Argyrou 3 | D’Coque, Luxemburg Zuschauer: 500 Schiedsrichter: Rutkovskis, Dzērve |
| 3. April 2013 19:30 Uhr | Strafen: 2× 1×       | Spielbericht | Strafen: 2× 3×         | D’Coque, Luxemburg Zuschauer: 500 Schiedsrichter: Rutkovskis, Dzērve |

| 6. April 2013 17:00 Uhr | Luxemburg             | 24:24        | Finnland                | D’Coque, Luxemburg Zuschauer: 1.300 Schiedsrichter: Tzaferopoulos, Bethmann |
| 6. April 2013 17:00 Uhr | meiste Tore: Müller 8 | (9:14)       | meiste Tore: Tamminen 5 | D’Coque, Luxemburg Zuschauer: 1.300 Schiedsrichter: Tzaferopoulos, Bethmann |
| 6. April 2013 17:00 Uhr | Strafen: 3× 2×        | Spielbericht | Strafen: 3×             | D’Coque, Luxemburg Zuschauer: 1.300 Schiedsrichter: Tzaferopoulos, Bethmann |

| 12. Juni 2013 20:00 Uhr | Zypern                 | 22:36        | Luxemburg              | Universität Zypern Athletic Center, Nikosia Zuschauer: 500 Schiedsrichter: Di Domenico, Fornasier |
| 12. Juni 2013 20:00 Uhr | meiste Tore: Argyrou 9 | (15:17)      | meiste Tore: Poeckes 6 | Universität Zypern Athletic Center, Nikosia Zuschauer: 500 Schiedsrichter: Di Domenico, Fornasier |
| 12. Juni 2013 20:00 Uhr | Strafen: 3×            | Spielbericht | Strafen: 3× 5×         | Universität Zypern Athletic Center, Nikosia Zuschauer: 500 Schiedsrichter: Di Domenico, Fornasier |

| 15. Juni 2013 17:30 Uhr | Finnland                 | 35:17        | Zypern                                 | Varuboden-Areena, Kirkkonummi Zuschauer: 713 Schiedsrichter: Bounouara, Sami |
| 15. Juni 2013 17:30 Uhr | meiste Tore: Tamminen 10 | (19:6)       | meiste Tore: Constantinou, Nikiforou 4 | Varuboden-Areena, Kirkkonummi Zuschauer: 713 Schiedsrichter: Bounouara, Sami |
| 15. Juni 2013 17:30 Uhr | Strafen: 3× 5×           | Spielbericht | Strafen: 3× 6×                         | Varuboden-Areena, Kirkkonummi Zuschauer: 713 Schiedsrichter: Bounouara, Sami |

### Gruppe B
| Pl. | Land                   | Sp. | S | U | N | Tore      | Diff. | Punkte |
| --- | ---------------------- | --- | - | - | - | --------- | ----- | ------ |
| 1.  | Griechenland           | 4   | 4 | 0 | 0 | 0135:860  | +49   | 08:00  |
| 2.  | Italien                | 4   | 2 | 0 | 2 | 0136:1090 | +27   | 04:40  |
| 3.  | Vereinigtes Königreich | 4   | 0 | 0 | 4 | 083:1590  | −76   | 00:80  |

| 31. Oktober 2012 17:30 Uhr | Griechenland             | 43:14        | Vereinigtes Königreich           | Stadium Georgios Galanopoulos, Loutraki Zuschauer: 1.200 Schiedsrichter: Martens, Verdonck |
| 31. Oktober 2012 17:30 Uhr | meiste Tore: Karypidis 7 | (17:8)       | meiste Tore: Vincent, Williams 5 | Stadium Georgios Galanopoulos, Loutraki Zuschauer: 1.200 Schiedsrichter: Martens, Verdonck |
| 31. Oktober 2012 17:30 Uhr | Strafen: 3×              | Spielbericht | Strafen: 3× 2× 1×                | Stadium Georgios Galanopoulos, Loutraki Zuschauer: 1.200 Schiedsrichter: Martens, Verdonck |

| 3. November 2012 20:00 Uhr | Italien               | 25:31        | Griechenland           | Palalavis, Lavis Zuschauer: 1.100 Schiedsrichter: Cindrić, Gonzurek |
| 3. November 2012 20:00 Uhr | meiste Tore: Skatar 8 | (17:14)      | meiste Tore: Sanikis 8 | Palalavis, Lavis Zuschauer: 1.100 Schiedsrichter: Cindrić, Gonzurek |
| 3. November 2012 20:00 Uhr | Strafen: 3×           | Spielbericht | Strafen: 3× 4×         | Palalavis, Lavis Zuschauer: 1.100 Schiedsrichter: Cindrić, Gonzurek |

| 4. April 2013 19:00 Uhr | Vereinigtes Königreich | 23:47        | Italien               | Ravenscraig Regional Sports Facility, Motherwell Zuschauer: 450 Schiedsrichter: Sigurjónsson, Pétursson |
| 4. April 2013 19:00 Uhr | meiste Tore: Larsson 7 | (13:24)      | meiste Tore: Skatar 9 | Ravenscraig Regional Sports Facility, Motherwell Zuschauer: 450 Schiedsrichter: Sigurjónsson, Pétursson |
| 4. April 2013 19:00 Uhr | Strafen: 2×            | Spielbericht | Strafen: 2×           | Ravenscraig Regional Sports Facility, Motherwell Zuschauer: 450 Schiedsrichter: Sigurjónsson, Pétursson |

| 7. April 2013 15:00 Uhr | Vereinigtes Königreich  | 20:32        | Griechenland                | Crystal Palace National Sports Centre, London Zuschauer: 600 Schiedsrichter: Jaškins, Žabko |
| 7. April 2013 15:00 Uhr | meiste Tore: Larsson 10 | (12:16)      | meiste Tore: Papadopoulos 7 | Crystal Palace National Sports Centre, London Zuschauer: 600 Schiedsrichter: Jaškins, Žabko |
| 7. April 2013 15:00 Uhr | Strafen: 3× 1×          | Spielbericht | Strafen: 2× 6×              | Crystal Palace National Sports Centre, London Zuschauer: 600 Schiedsrichter: Jaškins, Žabko |

| 12. Juni 2013 20:00 Uhr | Italien                 | 37:26        | Vereinigtes Königreich | Palalavis, Lavis Zuschauer: 600 Schiedsrichter: Vitaku, Vitaku |
| 12. Juni 2013 20:00 Uhr | meiste Tore: Radovcic 6 | (18:13)      | meiste Tore: Larsson 8 | Palalavis, Lavis Zuschauer: 600 Schiedsrichter: Vitaku, Vitaku |
| 12. Juni 2013 20:00 Uhr | Strafen: 2× 3×          | Spielbericht | Strafen: 3× 2×         | Palalavis, Lavis Zuschauer: 600 Schiedsrichter: Vitaku, Vitaku |

| 15. Juni 2013 19:00 Uhr | Griechenland             | 29:27        | Italien               | Neapolis Arena, Larisa Zuschauer: 1.500 Schiedsrichter: Horváth, Márton |
| 15. Juni 2013 19:00 Uhr | meiste Tore: Vasilakis 8 | (16:13)      | meiste Tore: Maione 9 | Neapolis Arena, Larisa Zuschauer: 1.500 Schiedsrichter: Horváth, Márton |
| 15. Juni 2013 19:00 Uhr | Strafen: 3× 4×           | Spielbericht | Strafen: 3× 4×        | Neapolis Arena, Larisa Zuschauer: 1.500 Schiedsrichter: Horváth, Márton |

### Gruppe C
| Pl. | Land    | Sp. | S | U | N | Tore     | Diff. | Punkte |
| --- | ------- | --- | - | - | - | -------- | ----- | ------ |
| 1.  | Estland | 4   | 4 | 0 | 0 | 0152:750 | +77   | 08:00  |
| 2.  | Belgien | 4   | 2 | 0 | 2 | 0111:870 | +24   | 04:40  |
| 3.  | Irland  | 4   | 0 | 0 | 4 | 052:1530 | −101  | 00:80  |

| 31. Oktober 2012 18:30 Uhr | Estland                 | 44:13        | Irland               | Kehra Sporthall, Kehra Zuschauer: 550 Schiedsrichter: Bol, van Eck |
| 31. Oktober 2012 18:30 Uhr | meiste Tore: Peedomaa 7 | (20:4)       | meiste Tore: Meyer 4 | Kehra Sporthall, Kehra Zuschauer: 550 Schiedsrichter: Bol, van Eck |
| 31. Oktober 2012 18:30 Uhr | Strafen: 3×             | Spielbericht | Strafen: 1× 3×       | Kehra Sporthall, Kehra Zuschauer: 550 Schiedsrichter: Bol, van Eck |

| 3. November 2012 20:30 Uhr | Belgien                            | 24:31        | Estland                  | Provinciaal Sportcentrum Dommelhof, Neerpelt Zuschauer: 1.600 Schiedsrichter: Martins, Martins |
| 3. November 2012 20:30 Uhr | meiste Tore: Houbrechts, Kopljar 5 | (12:17)      | meiste Tore: Johannson 7 | Provinciaal Sportcentrum Dommelhof, Neerpelt Zuschauer: 1.600 Schiedsrichter: Martins, Martins |
| 3. November 2012 20:30 Uhr | Strafen: 3×                        | Spielbericht | Strafen: 2× 1×           | Provinciaal Sportcentrum Dommelhof, Neerpelt Zuschauer: 1.600 Schiedsrichter: Martins, Martins |

| 4. April 2013 19:00 Uhr | Irland               | 12:28        | Belgien                     | University College Dublin, Dublin Zuschauer: 250 Schiedsrichter: Ağakişi, Ağakişi |
| 4. April 2013 19:00 Uhr | meiste Tore: Meyer 5 | (8:11)       | meiste Tore: Cauwenberghs 9 | University College Dublin, Dublin Zuschauer: 250 Schiedsrichter: Ağakişi, Ağakişi |
| 4. April 2013 19:00 Uhr | Strafen: 3× 1×       | Spielbericht | Strafen: 3×                 | University College Dublin, Dublin Zuschauer: 250 Schiedsrichter: Ağakişi, Ağakişi |

| 6. April 2013 14:00 Uhr | Irland                  | 15:45        | Estland                             | University College Dublin, Dublin Zuschauer: 260 Schiedsrichter: Ağakişi, Ağakişi |
| 6. April 2013 14:00 Uhr | meiste Tore: Ferguson 4 | (6:21)       | meiste Tore: Mägi, Patrail, Voika 5 | University College Dublin, Dublin Zuschauer: 260 Schiedsrichter: Ağakişi, Ağakişi |
| 6. April 2013 14:00 Uhr | Strafen: 3× 2×          | Spielbericht | Strafen: 3× 4×                      | University College Dublin, Dublin Zuschauer: 260 Schiedsrichter: Ağakişi, Ağakişi |

| 12. Juni 2013 20:00 Uhr | Belgien                | 36:12        | Irland               | Hall de la C.E.T., Tournai Zuschauer: 200 Schiedsrichter: Freitas, Carvalho |
| 12. Juni 2013 20:00 Uhr | meiste Tore: Mathijs 8 | (18:4)       | meiste Tore: Meyer 4 | Hall de la C.E.T., Tournai Zuschauer: 200 Schiedsrichter: Freitas, Carvalho |
| 12. Juni 2013 20:00 Uhr | Strafen: 3× 2×         | Spielbericht | Strafen: 3× 2×       | Hall de la C.E.T., Tournai Zuschauer: 200 Schiedsrichter: Freitas, Carvalho |

| 16. Juni 2013 18:00 Uhr | Estland                | 32:23        | Belgien                | Viljandi Sporthall, Viljandi Zuschauer: 800 Schiedsrichter: Nowikow, Perepelyzja |
| 16. Juni 2013 18:00 Uhr | meiste Tore: Patrail 8 | (14:11)      | meiste Tore: Kopljar 7 | Viljandi Sporthall, Viljandi Zuschauer: 800 Schiedsrichter: Nowikow, Perepelyzja |
| 16. Juni 2013 18:00 Uhr | Strafen: 3× 4×         | Spielbericht | Strafen: 3×            | Viljandi Sporthall, Viljandi Zuschauer: 800 Schiedsrichter: Nowikow, Perepelyzja |

### Play-off
Es nahmen die drei Gewinner der 1. Qualifikationsrunde teil, die auf die drei letztplatzierten Teams der Qualifikationsphase für die EHF EURO 2014 in Dänemark trafen. Die Auslosung war am 27. Juni 2013 in Wien.
| 2. April 2014 19:30 Uhr | Rumänien                | 32:30        | Finnland                | Concordia Hall Chiajna, Bukarest Zuschauer: 850 Schiedsrichter: Chaskis, Tsakonas |
| 2. April 2014 19:30 Uhr | meiste Tore: Mihalcea 6 | (16:14)      | meiste Tore: Rönnberg 8 | Concordia Hall Chiajna, Bukarest Zuschauer: 850 Schiedsrichter: Chaskis, Tsakonas |
| 2. April 2014 19:30 Uhr | Strafen: 3×             | Spielbericht | Strafen: 3× 5× 1×       | Concordia Hall Chiajna, Bukarest Zuschauer: 850 Schiedsrichter: Chaskis, Tsakonas |

| 5. April 2014 16:05 Uhr | Finnland                | 32:29        | Rumänien             | Sisu Arena, Karis Zuschauer: 720 Schiedsrichter: Hansen, Pettersen |
| 5. April 2014 16:05 Uhr | meiste Tore: Tamminen 8 | (15:13)      | meiste Tore: Ramba 9 | Sisu Arena, Karis Zuschauer: 720 Schiedsrichter: Hansen, Pettersen |
| 5. April 2014 16:05 Uhr | Strafen: 3× 5×          | Spielbericht | Strafen: 3× 6×       | Sisu Arena, Karis Zuschauer: 720 Schiedsrichter: Hansen, Pettersen |

Qualifiziert: Finnland – Rumänien 62:61 Tore, 2:2 Punkte
| 2. April 2014 19:00 Uhr | Griechenland                | 23:28        | Bosnien und Herzegowina | Arena Mikra 3, Thessaloniki Zuschauer: 600 Schiedsrichter: Marín, García |
| 2. April 2014 19:00 Uhr | meiste Tore: Papadopoulos 9 | (10:13)      | meiste Tore: Prce 5     | Arena Mikra 3, Thessaloniki Zuschauer: 600 Schiedsrichter: Marín, García |
| 2. April 2014 19:00 Uhr | Strafen: 3×                 | Spielbericht | Strafen: 2× 4×          | Arena Mikra 3, Thessaloniki Zuschauer: 600 Schiedsrichter: Marín, García |

| 5. April 2014 20:15 Uhr | Bosnien und Herzegowina                                            | 27:22        | Griechenland                        | Sportski centar Cazin, Cazin Zuschauer: 2.500 Schiedsrichter: Pichon, Reveret |
| 5. April 2014 20:15 Uhr | meiste Tore: Halilković, Malinović, Perić, Toromanović, Vražalić 4 | (17:12)      | meiste Tore: Papadopoulos, Tziras 4 | Sportski centar Cazin, Cazin Zuschauer: 2.500 Schiedsrichter: Pichon, Reveret |
| 5. April 2014 20:15 Uhr | Strafen: 5× 2×                                                     | Spielbericht | Strafen: 3×                         | Sportski centar Cazin, Cazin Zuschauer: 2.500 Schiedsrichter: Pichon, Reveret |

Qualifiziert: Bosnien und Herzegowina – Griechenland 55:45 Tore, 4:0 Punkte
| 2. April 2014 20:00 Uhr | Estland                 | 26:34        | Schweiz                                        | Kalevi spordihall, Tallinn Zuschauer: 700 Schiedsrichter: Kékes, Kékes |
| 2. April 2014 20:00 Uhr | meiste Tore: Jaanimaa 6 | (13:18)      | meiste Tore: Graubner, Manuel Liniger, Raemy 7 | Kalevi spordihall, Tallinn Zuschauer: 700 Schiedsrichter: Kékes, Kékes |
| 2. April 2014 20:00 Uhr | Strafen: 3× 9× 1×       | Spielbericht | Strafen: 3× 6×                                 | Kalevi spordihall, Tallinn Zuschauer: 700 Schiedsrichter: Kékes, Kékes |

| 4. April 2014 20:00 Uhr | Schweiz               | 31:32        | Estland                | Sporthalle Kreuzbleiche, St. Gallen Zuschauer: 2.250 Schiedsrichter: Sigurjónsson, Pétursson |
| 4. April 2014 20:00 Uhr | meiste Tore: Schmid 8 | (16:14)      | meiste Tore: Patrail 7 | Sporthalle Kreuzbleiche, St. Gallen Zuschauer: 2.250 Schiedsrichter: Sigurjónsson, Pétursson |
| 4. April 2014 20:00 Uhr | Strafen: 3× 5×        | Spielbericht | Strafen: 3×            | Sporthalle Kreuzbleiche, St. Gallen Zuschauer: 2.250 Schiedsrichter: Sigurjónsson, Pétursson |

Qualifiziert: Schweiz – Estland 65:58 Tore, 2:2 Punkte

## 2. Qualifikationsrunde
Die Auslosung der zweiten Qualifikationsrunde fand am 11. April 2014 in Warschau statt. Die beiden Erstplatzierten jeder Gruppe, sowie der beste Drittplatzierte aller Gruppen qualifizieren sich für die Europameisterschaft in Polen. Die Spiele fanden an sechs Doppelspieltagen am 29./30. Oktober und 1./2. November 2014, am 29./30. April 2015, am 2./3. Mai sowie am 10./12. und 13./14. Juni 2015 statt.
Legende: Mannschaft ist für die nächste Runde qualifiziert

### Gruppe 1
| Pl. | Land        | Sp. | S | U | N | Tore      | Diff. | Punkte |
| --- | ----------- | --- | - | - | - | --------- | ----- | ------ |
| 1.  | Kroatien    | 6   | 5 | 0 | 1 | 0191:1480 | +43   | 010:20 |
| 2.  | Norwegen    | 6   | 5 | 0 | 1 | 0182:1520 | +30   | 010:20 |
| 3.  | Niederlande | 6   | 2 | 0 | 4 | 0155:1740 | −19   | 04:80  |
| 4.  | Türkei      | 6   | 0 | 0 | 6 | 0141:1950 | −54   | 00:120 |

| 29. Oktober 2014 19:00 Uhr | Norwegen                 | 36:27        | Türkei               | Braathallen, Kristiansund Zuschauer: 2.769 Schiedsrichter: Bernet, Wick |
| 29. Oktober 2014 19:00 Uhr | meiste Tore: Bjørnsen 11 | (18:13)      | meiste Tore: Döne 13 | Braathallen, Kristiansund Zuschauer: 2.769 Schiedsrichter: Bernet, Wick |
| 29. Oktober 2014 19:00 Uhr | Strafen: 3×              | Spielbericht | Strafen: 3×          | Braathallen, Kristiansund Zuschauer: 2.769 Schiedsrichter: Bernet, Wick |

| 30. Oktober 2014 18:00 Uhr | Kroatien                        | 35:24        | Niederlande            | Sportska dvorana „Fran Galović“, Koprivnica Zuschauer: 2.500 Schiedsrichter: Nowikow, Perepelyzja |
| 30. Oktober 2014 18:00 Uhr | meiste Tore: Čupić, Slišković 6 | (17:10)      | meiste Tore: Schagen 6 | Sportska dvorana „Fran Galović“, Koprivnica Zuschauer: 2.500 Schiedsrichter: Nowikow, Perepelyzja |
| 30. Oktober 2014 18:00 Uhr | Strafen: 3×                     | Spielbericht | Strafen: 3×            | Sportska dvorana „Fran Galović“, Koprivnica Zuschauer: 2.500 Schiedsrichter: Nowikow, Perepelyzja |

| 2. November 2014 14:00 Uhr | Niederlande               | 22:30        | Norwegen                        | Topsportcentrum Almere, Almere Zuschauer: 1.250 Schiedsrichter: Fleisch, Rieber |
| 2. November 2014 14:00 Uhr | meiste Tore: Van Olphen 5 | (9:13)       | meiste Tore: Jøndal, Bjørnsen 6 | Topsportcentrum Almere, Almere Zuschauer: 1.250 Schiedsrichter: Fleisch, Rieber |
| 2. November 2014 14:00 Uhr | Strafen: 3× 5× 1×         | Spielbericht | Strafen: 3×                     | Topsportcentrum Almere, Almere Zuschauer: 1.250 Schiedsrichter: Fleisch, Rieber |

| 2. November 2014 16:00 Uhr | Türkei              | 22:32        | Kroatien                      | THF Sport Hall, Çankaya Zuschauer: 800 Schiedsrichter: Kurtagić, Wetterwik |
| 2. November 2014 16:00 Uhr | meiste Tore: Döne 8 | (9:16)       | meiste Tore: Kopljar, Čupić 6 | THF Sport Hall, Çankaya Zuschauer: 800 Schiedsrichter: Kurtagić, Wetterwik |
| 2. November 2014 16:00 Uhr | Strafen: 1× 3×      | Spielbericht | Strafen: 3× 2×                | THF Sport Hall, Çankaya Zuschauer: 800 Schiedsrichter: Kurtagić, Wetterwik |

| 29. April 2015 19:00 Uhr | Türkei               | 23:30        | Niederlande            | THF Sport Hall, Çankaya Zuschauer: 500 Schiedsrichter: Konjičanin, Konjičanin |
| 29. April 2015 19:00 Uhr | meiste Tore: Döne 11 | (11:14)      | meiste Tore: Schagen 6 | THF Sport Hall, Çankaya Zuschauer: 500 Schiedsrichter: Konjičanin, Konjičanin |
| 29. April 2015 19:00 Uhr | Strafen: 3× 2×       | Spielbericht | Strafen: 3× 4×         | THF Sport Hall, Çankaya Zuschauer: 500 Schiedsrichter: Konjičanin, Konjičanin |

| 29. April 2015 19:10 Uhr | Norwegen                       | 27:26        | Kroatien             | DNB Arena, Stavanger Zuschauer: 4.750 Schiedsrichter: Marín, García |
| 29. April 2015 19:10 Uhr | meiste Tore: Hansen, Sagosen 5 | (17:13)      | meiste Tore: Čupić 5 | DNB Arena, Stavanger Zuschauer: 4.750 Schiedsrichter: Marín, García |
| 29. April 2015 19:10 Uhr | Strafen: 3× 4× 1×              | Spielbericht | Strafen: 3×          | DNB Arena, Stavanger Zuschauer: 4.750 Schiedsrichter: Marín, García |

| 3. Mai 2015 14:00 Uhr | Niederlande                       | 31:21        | Türkei              | Topsportcentrum Almere, Almere Zuschauer: 2.000 Schiedsrichter: Vešović, Mitrović |
| 3. Mai 2015 14:00 Uhr | meiste Tore: Boomhouwer, Haenen 6 | (13:9)       | meiste Tore: Döne 5 | Topsportcentrum Almere, Almere Zuschauer: 2.000 Schiedsrichter: Vešović, Mitrović |
| 3. Mai 2015 14:00 Uhr | Strafen: 3× 6×                    | Spielbericht | Strafen: 3× 4×      | Topsportcentrum Almere, Almere Zuschauer: 2.000 Schiedsrichter: Vešović, Mitrović |

| 3. Mai 2015 17:15 Uhr | Kroatien                       | 31:25        | Norwegen                                  | Varaždin Arena, Varaždin Zuschauer: 5.000 Schiedsrichter: Dinu, Din |
| 3. Mai 2015 17:15 Uhr | meiste Tore: Duvnjak, Horvat 7 | (16:17)      | meiste Tore: Bjørnsen, Jøndal, Reinkind 4 | Varaždin Arena, Varaždin Zuschauer: 5.000 Schiedsrichter: Dinu, Din |
| 3. Mai 2015 17:15 Uhr | Strafen: 3× 5×                 | Spielbericht | Strafen: 3× 7× 1×                         | Varaždin Arena, Varaždin Zuschauer: 5.000 Schiedsrichter: Dinu, Din |

| 10. Juni 2015 20:00 Uhr | Niederlande            | 24:27        | Kroatien              | Topsporthal Fitland XL, Sittard Zuschauer: 2.200 Schiedsrichter: Dobrovits, Tájok |
| 10. Juni 2015 20:00 Uhr | meiste Tore: Verjans 6 | (12:14)      | meiste Tore: Horvat 7 | Topsporthal Fitland XL, Sittard Zuschauer: 2.200 Schiedsrichter: Dobrovits, Tájok |
| 10. Juni 2015 20:00 Uhr | Strafen: 3× 4×         | Spielbericht | Strafen: 1×           | Topsporthal Fitland XL, Sittard Zuschauer: 2.200 Schiedsrichter: Dobrovits, Tájok |

| 10. Juni 2015 19:00 Uhr | Türkei                  | 22:26        | Norwegen                  | THF Sport Hall, Çankaya Zuschauer: 500 Schiedsrichter: Covalciuc, Covalciuc |
| 10. Juni 2015 19:00 Uhr | meiste Tore: Çalışkan 8 | (10:12)      | meiste Tore: Kristensen 8 | THF Sport Hall, Çankaya Zuschauer: 500 Schiedsrichter: Covalciuc, Covalciuc |
| 10. Juni 2015 19:00 Uhr | Strafen: 3× 4×          | Spielbericht | Strafen: 2× 3×            | THF Sport Hall, Çankaya Zuschauer: 500 Schiedsrichter: Covalciuc, Covalciuc |

| 14. Juni 2015 17:15 Uhr | Kroatien                        | 40:26        | Türkei                        | Sportska dvorana Umag, Umag Zuschauer: 1.200 Schiedsrichter: Argyridis, Mouttas |
| 14. Juni 2015 17:15 Uhr | meiste Tore: Mihić, Stepančić 6 | (21:13)      | meiste Tore: Çalışkan, Döne 5 | Sportska dvorana Umag, Umag Zuschauer: 1.200 Schiedsrichter: Argyridis, Mouttas |
| 14. Juni 2015 17:15 Uhr | Strafen: 3× 2×                  | Spielbericht | Strafen: 3×                   | Sportska dvorana Umag, Umag Zuschauer: 1.200 Schiedsrichter: Argyridis, Mouttas |

| 14. Juni 2015 18:15 Uhr | Norwegen                 | 38:24        | Niederlande           | Trondheim Spektrum, Trondheim Zuschauer: 3.151 Schiedsrichter: Leszczyński, Piechota |
| 14. Juni 2015 18:15 Uhr | meiste Tore: Tønnesen 11 | (19:11)      | meiste Tore: Haenen 7 | Trondheim Spektrum, Trondheim Zuschauer: 3.151 Schiedsrichter: Leszczyński, Piechota |
| 14. Juni 2015 18:15 Uhr | Strafen: 3×              | Spielbericht | Strafen: 3× 2×        | Trondheim Spektrum, Trondheim Zuschauer: 3.151 Schiedsrichter: Leszczyński, Piechota |

### Gruppe 2
| Pl. | Land                    | Sp. | S | U | N | Tore      | Diff. | Punkte |
| --- | ----------------------- | --- | - | - | - | --------- | ----- | ------ |
| 1.  | Dänemark                | 6   | 6 | 0 | 0 | 0181:1440 | +37   | 012:00 |
| 2.  | Belarus                 | 6   | 2 | 2 | 2 | 0158:1670 | −9    | 06:60  |
| 3.  | Bosnien und Herzegowina | 6   | 1 | 2 | 3 | 0136:1400 | −4    | 04:80  |
| 4.  | Litauen                 | 6   | 1 | 0 | 5 | 0140:1640 | −24   | 02:100 |

| 29. Oktober 2014 16:30 Uhr | Belarus                  | 25:25        | Bosnien und Herzegowina | Tschyschouka-Arena, Minsk Zuschauer: 5.600 Schiedsrichter: Horáček, Novotný |
| 29. Oktober 2014 16:30 Uhr | meiste Tore: Puchouski 6 | (12:13)      | meiste Tore: Vražalić 6 | Tschyschouka-Arena, Minsk Zuschauer: 5.600 Schiedsrichter: Horáček, Novotný |
| 29. Oktober 2014 16:30 Uhr | Strafen: 3×              | Spielbericht | Strafen: 3× 6×          | Tschyschouka-Arena, Minsk Zuschauer: 5.600 Schiedsrichter: Horáček, Novotný |

| 30. Oktober 2014 20:15 Uhr | Dänemark              | 31:21        | Litauen                    | Brøndby Hallen, Brøndby Zuschauer: 4.016 Schiedsrichter: Lah, Sok |
| 30. Oktober 2014 20:15 Uhr | meiste Tore: Hansen 7 | (16:8)       | meiste Tore: Drabavičius 5 | Brøndby Hallen, Brøndby Zuschauer: 4.016 Schiedsrichter: Lah, Sok |
| 30. Oktober 2014 20:15 Uhr | Strafen: 3× 1×        | Spielbericht | Strafen: 2×                | Brøndby Hallen, Brøndby Zuschauer: 4.016 Schiedsrichter: Lah, Sok |

| 2. November 2014 16:00 Uhr | Litauen                    | 28:30        | Belarus                  | Šiaulių Arena, Šiauliai Zuschauer: 500 Schiedsrichter: Johansson, Kliko |
| 2. November 2014 16:00 Uhr | meiste Tore: Malašinskas 9 | (13:13)      | meiste Tore: Puchouski 8 | Šiaulių Arena, Šiauliai Zuschauer: 500 Schiedsrichter: Johansson, Kliko |
| 2. November 2014 16:00 Uhr | Strafen: 3×                | Spielbericht | Strafen: 3× 1×           | Šiaulių Arena, Šiauliai Zuschauer: 500 Schiedsrichter: Johansson, Kliko |

| 2. November 2014 20:15 Uhr | Bosnien und Herzegowina    | 23:25        | Dänemark                                | KSPC Mejdan, Tuzla Zuschauer: 5.000 Schiedsrichter: Santos, Fonseca |
| 2. November 2014 20:15 Uhr | meiste Tore: Toromanović 6 | (11:12)      | meiste Tore: Møllgaard Jensen, Hansen 5 | KSPC Mejdan, Tuzla Zuschauer: 5.000 Schiedsrichter: Santos, Fonseca |
| 2. November 2014 20:15 Uhr | Strafen: 3×                | Spielbericht | Strafen: 3× 1×                          | KSPC Mejdan, Tuzla Zuschauer: 5.000 Schiedsrichter: Santos, Fonseca |

| 30. April 2015 19:00 Uhr | Belarus                    | 27:36        | Dänemark                 | Tschyschouka-Arena, Minsk Zuschauer: 6.500 Schiedsrichter: Pavićević, Ražnatović |
| 30. April 2015 19:00 Uhr | meiste Tore: S. Rutenka 10 | (12:17)      | meiste Tore: Mortensen 9 | Tschyschouka-Arena, Minsk Zuschauer: 6.500 Schiedsrichter: Pavićević, Ražnatović |
| 30. April 2015 19:00 Uhr | Strafen: 3× 4×             | Spielbericht | Strafen: 3×              | Tschyschouka-Arena, Minsk Zuschauer: 6.500 Schiedsrichter: Pavićević, Ražnatović |

| 30. April 2015 20:15 Uhr | Bosnien und Herzegowina | 26:23        | Litauen                  | Sportski centar Cazin, Cazin Zuschauer: 2.000 Schiedsrichter: Harabagiu, Stănescu |
| 30. April 2015 20:15 Uhr | meiste Tore: Prce 9     | (13:10)      | meiste Tore: Petreikis 6 | Sportski centar Cazin, Cazin Zuschauer: 2.000 Schiedsrichter: Harabagiu, Stănescu |
| 30. April 2015 20:15 Uhr | Strafen: 3× 5×          | Spielbericht | Strafen: 1× 6×           | Sportski centar Cazin, Cazin Zuschauer: 2.000 Schiedsrichter: Harabagiu, Stănescu |

| 2. Mai 2015 20:15 Uhr | Dänemark                         | 32:23        | Belarus                               | NRGi Arena, Aarhus Zuschauer: 4.959 Schiedsrichter: Kurtagić, Wetterwik |
| 2. Mai 2015 20:15 Uhr | meiste Tore: Hansen, Mortensen 7 | (18:11)      | meiste Tore: D. Rutenka, S. Rutenka 5 | NRGi Arena, Aarhus Zuschauer: 4.959 Schiedsrichter: Kurtagić, Wetterwik |
| 2. Mai 2015 20:15 Uhr | Strafen: 3× 5×                   | Spielbericht | Strafen: 3× 5×                        | NRGi Arena, Aarhus Zuschauer: 4.959 Schiedsrichter: Kurtagić, Wetterwik |

| 3. Mai 2015 17:00 Uhr | Litauen                        | 19:15        | Bosnien und Herzegowina | Sporthalle Kaunas, Kaunas Zuschauer: 1.000 Schiedsrichter: Tzaferopoulos, Bethmann |
| 3. Mai 2015 17:00 Uhr | meiste Tore: Plėta, Strazdas 4 | (10:7)       | meiste Tore: Prce 5     | Sporthalle Kaunas, Kaunas Zuschauer: 1.000 Schiedsrichter: Tzaferopoulos, Bethmann |
| 3. Mai 2015 17:00 Uhr | Strafen: 3× 4×                 | Spielbericht | Strafen: 3×             | Sporthalle Kaunas, Kaunas Zuschauer: 1.000 Schiedsrichter: Tzaferopoulos, Bethmann |

| 10. Juni 2015 19:00 Uhr | Litauen                       | 25:31        | Dänemark                | Sporthalle Kaunas, Kaunas Zuschauer: 1.400 Schiedsrichter: Gasmi, Gasmi |
| 10. Juni 2015 19:00 Uhr | meiste Tore: Truchanovičius 6 | (13:18)      | meiste Tore: Nøddesbo 6 | Sporthalle Kaunas, Kaunas Zuschauer: 1.400 Schiedsrichter: Gasmi, Gasmi |
| 10. Juni 2015 19:00 Uhr | Strafen: 3× 4×                | Spielbericht | Strafen: 3×             | Sporthalle Kaunas, Kaunas Zuschauer: 1.400 Schiedsrichter: Gasmi, Gasmi |

| 11. Juni 2015 20:15 Uhr | Bosnien und Herzegowina  | 22:22        | Belarus                  | Gradska arena Zenica, Zenica Zuschauer: 6.000 Schiedsrichter: Brunovský, Čanda |
| 11. Juni 2015 20:15 Uhr | meiste Tore: Malinović 6 | (14:12)      | meiste Tore: Puchouski 7 | Gradska arena Zenica, Zenica Zuschauer: 6.000 Schiedsrichter: Brunovský, Čanda |
| 11. Juni 2015 20:15 Uhr | Strafen: 3× 5×           | Spielbericht | Strafen: 3×              | Gradska arena Zenica, Zenica Zuschauer: 6.000 Schiedsrichter: Brunovský, Čanda |

| 14. Juni 2015 16:00 Uhr | Belarus                  | 31:24        | Litauen                                  | Sportpalast Minsk, Minsk Zuschauer: 3.310 Schiedsrichter: Pandžić, Mošorinski |
| 14. Juni 2015 16:00 Uhr | meiste Tore: Puchouski 8 | (15:10)      | meiste Tore: Petreikis, Truchanovičius 6 | Sportpalast Minsk, Minsk Zuschauer: 3.310 Schiedsrichter: Pandžić, Mošorinski |
| 14. Juni 2015 16:00 Uhr | Strafen: 3×              | Spielbericht | Strafen: 3× 2×                           | Sportpalast Minsk, Minsk Zuschauer: 3.310 Schiedsrichter: Pandžić, Mošorinski |

| 14. Juni 2015 20:15 Uhr | Dänemark                     | 26:25        | Bosnien und Herzegowina | Brøndby Hallen, Brøndby Zuschauer: 4.467 Schiedsrichter: Hansen, Pettersen |
| 14. Juni 2015 20:15 Uhr | meiste Tore: Lauge Schmidt 6 | (13:14)      | meiste Tore: Prce 9     | Brøndby Hallen, Brøndby Zuschauer: 4.467 Schiedsrichter: Hansen, Pettersen |
| 14. Juni 2015 20:15 Uhr | Strafen: 3× 4×               | Spielbericht | Strafen: 4× 3×          | Brøndby Hallen, Brøndby Zuschauer: 4.467 Schiedsrichter: Hansen, Pettersen |

### Gruppe 3
| Pl. | Land      | Sp. | S | U | N | Tore      | Diff. | Punkte |
| --- | --------- | --- | - | - | - | --------- | ----- | ------ |
| 1.  | Schweden  | 6   | 5 | 1 | 0 | 0182:1340 | +48   | 011:10 |
| 2.  | Slowenien | 6   | 4 | 1 | 1 | 0185:1490 | +36   | 09:30  |
| 3.  | Lettland  | 6   | 2 | 0 | 4 | 0133:1820 | −49   | 04:80  |
| 4.  | Slowakei  | 6   | 0 | 0 | 6 | 0130:1650 | −35   | 00:120 |

| 29. Oktober 2014 20:30 Uhr | Slowenien            | 31:25        | Slowakei             | Športna dvorana Bonifika, Koper Zuschauer: 2.200 Schiedsrichter: Geipel, Helbig |
| 29. Oktober 2014 20:30 Uhr | meiste Tore: Gajič 9 | (15:12)      | meiste Tore: Rábek 7 | Športna dvorana Bonifika, Koper Zuschauer: 2.200 Schiedsrichter: Geipel, Helbig |
| 29. Oktober 2014 20:30 Uhr | Strafen: 3×          | Spielbericht | Strafen: 3× 2×       | Športna dvorana Bonifika, Koper Zuschauer: 2.200 Schiedsrichter: Geipel, Helbig |

| 30. Oktober 2014 17:15 Uhr | Schweden                        | 33:23        | Lettland                  | Rosvalla Nyköping Eventcenter, Nyköping Zuschauer: 3.000 Schiedsrichter: Pandžić, Šatordžija |
| 30. Oktober 2014 17:15 Uhr | meiste Tore: Ekberg, Petersen 6 | (18:8)       | meiste Tore: Krištopāns 8 | Rosvalla Nyköping Eventcenter, Nyköping Zuschauer: 3.000 Schiedsrichter: Pandžić, Šatordžija |
| 30. Oktober 2014 17:15 Uhr | Strafen: 3× 5×                  | Spielbericht | Strafen: 3× 4× 1×         | Rosvalla Nyköping Eventcenter, Nyköping Zuschauer: 3.000 Schiedsrichter: Pandžić, Šatordžija |

| 1. November 2014 17:05 Uhr | Lettland              | 28:39        | Slowenien             | Dobele sporta centrs, Dobele Zuschauer: 1.150 Schiedsrichter: Andorka, Hucker |
| 1. November 2014 17:05 Uhr | meiste Tore: Jurdžs 7 | (13:21)      | meiste Tore: Gajič 10 | Dobele sporta centrs, Dobele Zuschauer: 1.150 Schiedsrichter: Andorka, Hucker |
| 1. November 2014 17:05 Uhr | Strafen: 3× 5× 1×     | Spielbericht | Strafen: 3× 2× 1×     | Dobele sporta centrs, Dobele Zuschauer: 1.150 Schiedsrichter: Andorka, Hucker |

| 1. November 2014 18:00 Uhr | Slowakei             | 23:33        | Schweden               | HANT aréna, Bratislava Zuschauer: 2.500 Schiedsrichter: Raluy, Sabroso |
| 1. November 2014 18:00 Uhr | meiste Tore: Urban 7 | (15:16)      | meiste Tore: Nilsson 9 | HANT aréna, Bratislava Zuschauer: 2.500 Schiedsrichter: Raluy, Sabroso |
| 1. November 2014 18:00 Uhr | Strafen: 3× 4×       | Spielbericht | Strafen: 3×            | HANT aréna, Bratislava Zuschauer: 2.500 Schiedsrichter: Raluy, Sabroso |

| 29. April 2015 19:15 Uhr | Schweden                     | 28:24        | Slowenien             | Vida Arena, Växjö Zuschauer: 4.512 Schiedsrichter: Mažeika, Gatelis |
| 29. April 2015 19:15 Uhr | meiste Tore: Gottfridsson 10 | (18:10)      | meiste Tore: Gajič 10 | Vida Arena, Växjö Zuschauer: 4.512 Schiedsrichter: Mažeika, Gatelis |
| 29. April 2015 19:15 Uhr | Strafen: 3× 6×               | Spielbericht | Strafen: 3× 4×        | Vida Arena, Växjö Zuschauer: 4.512 Schiedsrichter: Mažeika, Gatelis |

| 29. April 2015 19:35 Uhr | Lettland                  | 25:18        | Slowakei             | Dobele sporta centrs, Dobele Zuschauer: 900 Schiedsrichter: Hansen, Pettersen |
| 29. April 2015 19:35 Uhr | meiste Tore: Krištopāns 8 | (11:7)       | meiste Tore: Rábek 8 | Dobele sporta centrs, Dobele Zuschauer: 900 Schiedsrichter: Hansen, Pettersen |
| 29. April 2015 19:35 Uhr | Strafen: 3× 6×            | Spielbericht | Strafen: 3× 5×       | Dobele sporta centrs, Dobele Zuschauer: 900 Schiedsrichter: Hansen, Pettersen |

| 2. Mai 2015 18:00 Uhr | Slowakei               | 22:23        | Lettland                 | Športová hala Na Zábraní, Hlohovec Zuschauer: 1.500 Schiedsrichter: Leandersson, Lindroos |
| 2. Mai 2015 18:00 Uhr | meiste Tore: Hruščák 9 | (16:10)      | meiste Tore: Pavlovičs 9 | Športová hala Na Zábraní, Hlohovec Zuschauer: 1.500 Schiedsrichter: Leandersson, Lindroos |
| 2. Mai 2015 18:00 Uhr | Strafen: 3× 7×         | Spielbericht | Strafen: 2× 6×           | Športová hala Na Zábraní, Hlohovec Zuschauer: 1.500 Schiedsrichter: Leandersson, Lindroos |

| 3. Mai 2015 17:30 Uhr | Slowenien             | 28:28        | Schweden              | Zlatorog Arena, Celje Zuschauer: 3.500 Schiedsrichter: Dentz, Reibel |
| 3. Mai 2015 17:30 Uhr | meiste Tore: Gajič 13 | (13:16)      | meiste Tore: Olsson 5 | Zlatorog Arena, Celje Zuschauer: 3.500 Schiedsrichter: Dentz, Reibel |
| 3. Mai 2015 17:30 Uhr | Strafen: 3× 2×        | Spielbericht | Strafen: 3×           | Zlatorog Arena, Celje Zuschauer: 3.500 Schiedsrichter: Dentz, Reibel |

| 10. Juni 2015 17:00 Uhr | Slowakei             | 20:26        | Slowenien                      | Tatran Handball Arena, Prešov Zuschauer: 1.450 Schiedsrichter: Stark, Ştefan |
| 10. Juni 2015 17:00 Uhr | meiste Tore: Rábek 7 | (10:13)      | meiste Tore: Natek, Šoštarič 4 | Tatran Handball Arena, Prešov Zuschauer: 1.450 Schiedsrichter: Stark, Ştefan |
| 10. Juni 2015 17:00 Uhr | Strafen: 2× 3×       | Spielbericht | Strafen: 3× 4×                 | Tatran Handball Arena, Prešov Zuschauer: 1.450 Schiedsrichter: Stark, Ştefan |

| 10. Juni 2015 19:35 Uhr | Lettland                 | 14:33        | Schweden                  | Dobele sporta centrs, Dobele Zuschauer: 600 Schiedsrichter: Katsikis, Michailidis |
| 10. Juni 2015 19:35 Uhr | meiste Tore: Pavlovičs 3 | (8:16)       | meiste Tore: Zachrisson 5 | Dobele sporta centrs, Dobele Zuschauer: 600 Schiedsrichter: Katsikis, Michailidis |
| 10. Juni 2015 19:35 Uhr | Strafen: 2× 3×           | Spielbericht | Strafen: 2×               | Dobele sporta centrs, Dobele Zuschauer: 600 Schiedsrichter: Katsikis, Michailidis |

| 13. Juni 2015 18:30 Uhr | Slowenien                       | 37:20        | Lettland               | Rdeča dvorana, Velenje Zuschauer: 1.200 Schiedsrichter: Tzaferopoulos, Bethmann |
| 13. Juni 2015 18:30 Uhr | meiste Tore: Šoštarič, Marguč 5 | (18:11)      | meiste Tore: Jurdžs 10 | Rdeča dvorana, Velenje Zuschauer: 1.200 Schiedsrichter: Tzaferopoulos, Bethmann |
| 13. Juni 2015 18:30 Uhr | Strafen: 3× 6×                  | Spielbericht | Strafen: 2× 3×         | Rdeča dvorana, Velenje Zuschauer: 1.200 Schiedsrichter: Tzaferopoulos, Bethmann |

| 14. Juni 2015 16:15 Uhr | Schweden               | 27:22        | Slowakei                  | Hovet, Stockholm Zuschauer: 7.000 Schiedsrichter: Buache, Meyer |
| 14. Juni 2015 16:15 Uhr | meiste Tore: Ekberg 10 | (16:10)      | meiste Tore: Straňovský 6 | Hovet, Stockholm Zuschauer: 7.000 Schiedsrichter: Buache, Meyer |
| 14. Juni 2015 16:15 Uhr | Strafen: 3× 5×         | Spielbericht | Strafen: 2× 5×            | Hovet, Stockholm Zuschauer: 7.000 Schiedsrichter: Buache, Meyer |

### Gruppe 4
| Pl. | Land       | Sp. | S | U | N | Tore      | Diff. | Punkte |
| --- | ---------- | --- | - | - | - | --------- | ----- | ------ |
| 1.  | Island     | 6   | 4 | 1 | 1 | 0191:1370 | +54   | 09:30  |
| 2.  | Serbien    | 6   | 3 | 2 | 1 | 0153:1520 | +1    | 08:40  |
| 3.  | Montenegro | 6   | 3 | 1 | 2 | 0146:1520 | −6    | 07:50  |
| 4.  | Israel     | 6   | 0 | 0 | 6 | 0134:1830 | −49   | 00:120 |

| 29. Oktober 2014 19:30 Uhr | Island                                 | 36:19        | Israel                  | Laugardalshöllin, Reykjavík Zuschauer: 1.950 Schiedsrichter: Buache, Meyer |
| 29. Oktober 2014 19:30 Uhr | meiste Tore: Guðjón Valur Sigurðsson 9 | (14:9)       | meiste Tore: Pomeranz 6 | Laugardalshöllin, Reykjavík Zuschauer: 1.950 Schiedsrichter: Buache, Meyer |
| 29. Oktober 2014 19:30 Uhr | Strafen: 3× 2×                         | Spielbericht | Strafen: 1× 5× 1×       | Laugardalshöllin, Reykjavík Zuschauer: 1.950 Schiedsrichter: Buache, Meyer |

| 29. Oktober 2014 20:00 Uhr | Serbien                      | 25:21        | Montenegro           | Pionir-Halle, Belgrad Zuschauer: 7.000 Schiedsrichter: Dinu, Din |
| 29. Oktober 2014 20:00 Uhr | meiste Tore: Djukić, Vujin 7 | (10:9)       | meiste Tore: Melić 6 | Pionir-Halle, Belgrad Zuschauer: 7.000 Schiedsrichter: Dinu, Din |
| 29. Oktober 2014 20:00 Uhr | Strafen: 3× 7×               | Spielbericht | Strafen: 2× 5×       | Pionir-Halle, Belgrad Zuschauer: 7.000 Schiedsrichter: Dinu, Din |

| 2. November 2014 18:00 Uhr | Montenegro              | 25:24        | Island                   | Sportska Dvorana Topolica, Bar Zuschauer: 2.234 Schiedsrichter: Dentz, Reibel |
| 2. November 2014 18:00 Uhr | meiste Tore: Borozan 10 | (14:12)      | meiste Tore: Petersson 7 | Sportska Dvorana Topolica, Bar Zuschauer: 2.234 Schiedsrichter: Dentz, Reibel |
| 2. November 2014 18:00 Uhr | Strafen: 3× 1×          | Spielbericht | Strafen: 2× 3×           | Sportska Dvorana Topolica, Bar Zuschauer: 2.234 Schiedsrichter: Dentz, Reibel |

| 2. November 2014 19:45 Uhr | Israel                  | 22:26        | Serbien                  | Maccabi Sport Centre, Rishon LeZion Zuschauer: 1.050 Schiedsrichter: Husko, Repkin |
| 2. November 2014 19:45 Uhr | meiste Tore: Pomeranz 9 | (10:13)      | meiste Tore: Stojković 6 | Maccabi Sport Centre, Rishon LeZion Zuschauer: 1.050 Schiedsrichter: Husko, Repkin |
| 2. November 2014 19:45 Uhr | Strafen: 3× 4×          | Spielbericht | Strafen: 3× 2×           | Maccabi Sport Centre, Rishon LeZion Zuschauer: 1.050 Schiedsrichter: Husko, Repkin |

| 29. April 2015 19:30 Uhr | Island                                  | 38:22        | Serbien                 | Laugardalshöllin, Reykjavík Zuschauer: 2.200 Schiedsrichter: Geipel, Helbig |
| 29. April 2015 19:30 Uhr | meiste Tore: Guðjón Valur Sigurðsson 12 | (16:10)      | meiste Tore: Marsenić 6 | Laugardalshöllin, Reykjavík Zuschauer: 2.200 Schiedsrichter: Geipel, Helbig |
| 29. April 2015 19:30 Uhr | Strafen: 3× 2×                          | Spielbericht | Strafen: 3× 4×          | Laugardalshöllin, Reykjavík Zuschauer: 2.200 Schiedsrichter: Geipel, Helbig |

| 30. April 2015 19:45 Uhr | Israel              | 19:22        | Montenegro              | Drive-in Arena, Tel Aviv Zuschauer: 1.500 Schiedsrichter: Togstad, Kristiansen |
| 30. April 2015 19:45 Uhr | meiste Tore: Levy 6 | (9:9)        | meiste Tore: Lipovina 7 | Drive-in Arena, Tel Aviv Zuschauer: 1.500 Schiedsrichter: Togstad, Kristiansen |
| 30. April 2015 19:45 Uhr | Strafen: 3× 2×      | Spielbericht | Strafen: 3× 4×          | Drive-in Arena, Tel Aviv Zuschauer: 1.500 Schiedsrichter: Togstad, Kristiansen |

| 3. Mai 2015 19:00 Uhr | Serbien             | 25:25        | Island                           | Čair-Halle, Niš Zuschauer: 5.600 Schiedsrichter: Stoļarovs, Līcis |
| 3. Mai 2015 19:00 Uhr | meiste Tore: Ilić 6 | (13:11)      | meiste Tore: Vignir Svavarsson 5 | Čair-Halle, Niš Zuschauer: 5.600 Schiedsrichter: Stoļarovs, Līcis |
| 3. Mai 2015 19:00 Uhr | Strafen: 2×         | Spielbericht | Strafen: 2× 4× 1×                | Čair-Halle, Niš Zuschauer: 5.600 Schiedsrichter: Stoļarovs, Līcis |

| 3. Mai 2015 20:00 Uhr | Montenegro                       | 33:27        | Israel              | Sportska Dvorana Topolica, Bar Zuschauer: 2.500 Schiedsrichter: Brkic, Jusufhodzic |
| 3. Mai 2015 20:00 Uhr | meiste Tore: Melić, Ševaljević 6 | (16:13)      | meiste Tore: Appo 7 | Sportska Dvorana Topolica, Bar Zuschauer: 2.500 Schiedsrichter: Brkic, Jusufhodzic |
| 3. Mai 2015 20:00 Uhr | Strafen: 3×                      | Spielbericht | Strafen: 3× 1×      | Sportska Dvorana Topolica, Bar Zuschauer: 2.500 Schiedsrichter: Brkic, Jusufhodzic |

| 10. Juni 2015 20:00 Uhr | Montenegro                                            | 23:23        | Serbien             | Sportska Dvorana Topolica, Bar Zuschauer: 2.500 Schiedsrichter: Togstad, Kristiansen |
| 10. Juni 2015 20:00 Uhr | meiste Tore: Borozan, Lipovina, Ševaljević, Vujović 4 | (11:14)      | meiste Tore: Ilić 5 | Sportska Dvorana Topolica, Bar Zuschauer: 2.500 Schiedsrichter: Togstad, Kristiansen |
| 10. Juni 2015 20:00 Uhr | Strafen: 3× 2×                                        | Spielbericht | Strafen: 3× 4×      | Sportska Dvorana Topolica, Bar Zuschauer: 2.500 Schiedsrichter: Togstad, Kristiansen |

| 10. Juni 2015 19:45 Uhr | Israel                   | 24:34        | Island                                   | Drive-in Arena, Tel Aviv Zuschauer: 1.200 Schiedsrichter: Nikolov, Načevski |
| 10. Juni 2015 19:45 Uhr | meiste Tore: Gal, Levy 5 | (12:17)      | meiste Tore: Stefán Rafn Sigurmannsson 8 | Drive-in Arena, Tel Aviv Zuschauer: 1.200 Schiedsrichter: Nikolov, Načevski |
| 10. Juni 2015 19:45 Uhr | Strafen: 4×              | Spielbericht | Strafen: 3× 7×                           | Drive-in Arena, Tel Aviv Zuschauer: 1.200 Schiedsrichter: Nikolov, Načevski |

| 14. Juni 2015 18:30 Uhr | Serbien                  | 32:23        | Israel                          | Sportska Hala Ribnica, Kraljevo Zuschauer: 3.000 Schiedsrichter: Cvetko, Kavalar |
| 14. Juni 2015 18:30 Uhr | meiste Tore: Zelenović 6 | (19:12)      | meiste Tore: Davda, Friedmann 5 | Sportska Hala Ribnica, Kraljevo Zuschauer: 3.000 Schiedsrichter: Cvetko, Kavalar |
| 14. Juni 2015 18:30 Uhr | Strafen: 3×              | Spielbericht | Strafen: 3× 1×                  | Sportska Hala Ribnica, Kraljevo Zuschauer: 3.000 Schiedsrichter: Cvetko, Kavalar |

| 14. Juni 2015 17:00 Uhr | Island                                  | 34:22        | Montenegro                         | Laugardalshöllin, Reykjavík Zuschauer: 2.050 Schiedsrichter: Horáček, Novotný |
| 14. Juni 2015 17:00 Uhr | meiste Tore: Guðjón Valur Sigurðsson 10 | (19:11)      | meiste Tore: Borozan, Ševaljević 6 | Laugardalshöllin, Reykjavík Zuschauer: 2.050 Schiedsrichter: Horáček, Novotný |
| 14. Juni 2015 17:00 Uhr | Strafen: 4×                             | Spielbericht | Strafen: 3× 6×                     | Laugardalshöllin, Reykjavík Zuschauer: 2.050 Schiedsrichter: Horáček, Novotný |

### Gruppe 5
| Pl. | Land     | Sp. | S | U | N | Tore      | Diff. | Punkte |
| --- | -------- | --- | - | - | - | --------- | ----- | ------ |
| 1.  | Ungarn   | 6   | 6 | 0 | 0 | 0178:1510 | +27   | 012:00 |
| 2.  | Russland | 6   | 4 | 0 | 2 | 0174:1680 | +6    | 08:40  |
| 3.  | Portugal | 6   | 2 | 0 | 4 | 0183:1760 | +7    | 04:80  |
| 4.  | Ukraine  | 6   | 0 | 0 | 6 | 0148:1880 | −40   | 00:120 |

| 29. Oktober 2014 20:30 Uhr | Ungarn                               | 31:30        | Portugal             | Generali Aréna, Miskolc Zuschauer: 2.000 Schiedsrichter: Baďura, Ondogrecula |
| 29. Oktober 2014 20:30 Uhr | meiste Tore: Császár, Gulyás, Nagy 5 | (19:15)      | meiste Tore: Rocha 9 | Generali Aréna, Miskolc Zuschauer: 2.000 Schiedsrichter: Baďura, Ondogrecula |
| 29. Oktober 2014 20:30 Uhr | Strafen: 3× 1×                       | Spielbericht | Strafen: 3× 4×       | Generali Aréna, Miskolc Zuschauer: 2.000 Schiedsrichter: Baďura, Ondogrecula |

| 2. November 2014 16:00 Uhr | Portugal               | 29:34        | Russland                | Pavilhão Desportivo Municipal, Vila Nova de Gaia Zuschauer: 2.000 Schiedsrichter: Nikolov, Načevski |
| 2. November 2014 16:00 Uhr | meiste Tore: Portela 7 | (12:18)      | meiste Tore: Igropulo 8 | Pavilhão Desportivo Municipal, Vila Nova de Gaia Zuschauer: 2.000 Schiedsrichter: Nikolov, Načevski |
| 2. November 2014 16:00 Uhr | Strafen: 3× 4×         | Spielbericht | Strafen: 3× 5×          | Pavilhão Desportivo Municipal, Vila Nova de Gaia Zuschauer: 2.000 Schiedsrichter: Nikolov, Načevski |

| 2. November 2014 18:00 Uhr | Ukraine                    | 20:33        | Ungarn                  | Sportpalast, Kiew Zuschauer: 2.000 Schiedsrichter: Gjeding, Hansen |
| 2. November 2014 18:00 Uhr | meiste Tore: Onufrijenko 5 | (9:15)       | meiste Tore: Iváncsik 7 | Sportpalast, Kiew Zuschauer: 2.000 Schiedsrichter: Gjeding, Hansen |
| 2. November 2014 18:00 Uhr | Strafen: 3×                | Spielbericht | Strafen: 4× 3×          | Sportpalast, Kiew Zuschauer: 2.000 Schiedsrichter: Gjeding, Hansen |

| 30. April 2015 18:00 Uhr | Ukraine                   | 26:32        | Portugal                | EksFors Ice Terminal, Browary Zuschauer: 1.120 Schiedsrichter: Leszczyński, Piechota |
| 30. April 2015 18:00 Uhr | meiste Tore: Tjutjunnyk 7 | (12:17)      | meiste Tore: Portela 10 | EksFors Ice Terminal, Browary Zuschauer: 1.120 Schiedsrichter: Leszczyński, Piechota |
| 30. April 2015 18:00 Uhr | Strafen: 3× 6×            | Spielbericht | Strafen: 3× 6×          | EksFors Ice Terminal, Browary Zuschauer: 1.120 Schiedsrichter: Leszczyński, Piechota |

| 30. April 2015 19:00 Uhr | Russland                     | 23:27        | Ungarn                 | Olimpijski-Sportpalast, Tschechow Zuschauer: 1.800 Schiedsrichter: Krstić, Ljubić |
| 30. April 2015 19:00 Uhr | meiste Tore: Schischkarjow 6 | (8:15)       | meiste Tore: Császár 5 | Olimpijski-Sportpalast, Tschechow Zuschauer: 1.800 Schiedsrichter: Krstić, Ljubić |
| 30. April 2015 19:00 Uhr | Strafen: 2× 4×               | Spielbericht | Strafen: 2× 3×         | Olimpijski-Sportpalast, Tschechow Zuschauer: 1.800 Schiedsrichter: Krstić, Ljubić |

| 2. Mai 2015 16:10 Uhr | Ungarn                       | 29:25        | Russland                                 | Veszprém Aréna, Veszprém Zuschauer: 3.215 Schiedsrichter: Fleisch, Rieber |
| 2. Mai 2015 16:10 Uhr | meiste Tore: Bodó, Császár 6 | (15:11)      | meiste Tore: Schischkarjow, Schitnikow 4 | Veszprém Aréna, Veszprém Zuschauer: 3.215 Schiedsrichter: Fleisch, Rieber |
| 2. Mai 2015 16:10 Uhr | Strafen: 3× 2×               | Spielbericht | Strafen: 2× 5× 1×                        | Veszprém Aréna, Veszprém Zuschauer: 3.215 Schiedsrichter: Fleisch, Rieber |

| 3. Mai 2015 16:05 Uhr | Portugal                | 34:24        | Ukraine                       | Pavilhão Desportivo Municipal, Vila Nova de Gaia Zuschauer: 1.500 Schiedsrichter: Johansson, Kliko |
| 3. Mai 2015 16:05 Uhr | meiste Tore: Antunes 10 | (19:12)      | meiste Tore: Tschytschykalo 8 | Pavilhão Desportivo Municipal, Vila Nova de Gaia Zuschauer: 1.500 Schiedsrichter: Johansson, Kliko |
| 3. Mai 2015 16:05 Uhr | Strafen: 3× 6× 1×       | Spielbericht | Strafen: 2× 4×                | Pavilhão Desportivo Municipal, Vila Nova de Gaia Zuschauer: 1.500 Schiedsrichter: Johansson, Kliko |

| 10. Juni 2015 18:00 Uhr | Russland               | 27:22        | Ukraine                    | Sportpalast, Minsk (Belarus) Zuschauer: 3.300 Schiedsrichter: Gubica, Milošević |
| 10. Juni 2015 18:00 Uhr | meiste Tore: Dibirow 6 | (15:10)      | meiste Tore: Karamyschew 5 | Sportpalast, Minsk (Belarus) Zuschauer: 3.300 Schiedsrichter: Gubica, Milošević |
| 10. Juni 2015 18:00 Uhr | Strafen: 3×            | Spielbericht | Strafen: 3×                | Sportpalast, Minsk (Belarus) Zuschauer: 3.300 Schiedsrichter: Gubica, Milošević |

| 10. Juni 2015 20:15 Uhr | Portugal               | 25:26        | Ungarn              | Pavilhão Desportivo Municipal, Santo Tirso Zuschauer: 2.000 Schiedsrichter: Husko, Repkin |
| 10. Juni 2015 20:15 Uhr | meiste Tore: Duarte 10 | (15:12)      | meiste Tore: Bodó 5 | Pavilhão Desportivo Municipal, Santo Tirso Zuschauer: 2.000 Schiedsrichter: Husko, Repkin |
| 10. Juni 2015 20:15 Uhr | Strafen: 3× 5×         | Spielbericht | Strafen: 2× 4×      | Pavilhão Desportivo Municipal, Santo Tirso Zuschauer: 2.000 Schiedsrichter: Husko, Repkin |

| 11. Juni 2015 19:00 Uhr | Ukraine                       | 28:30        | Russland                        | Sportpalast, Minsk (Belarus) Zuschauer: 3.000 Schiedsrichter: Gubica, Milošević |
| 11. Juni 2015 19:00 Uhr | meiste Tore: Tschytschykalo 7 | (14:16)      | meiste Tore: Dibirow, Derewen 6 | Sportpalast, Minsk (Belarus) Zuschauer: 3.000 Schiedsrichter: Gubica, Milošević |
| 11. Juni 2015 19:00 Uhr | Strafen: 3×                   | Spielbericht | Strafen: 3× 5×                  | Sportpalast, Minsk (Belarus) Zuschauer: 3.000 Schiedsrichter: Gubica, Milošević |

| 13. Juni 2015 16:00 Uhr | Ungarn              | 32:28        | Ukraine                       | Audi Arena, Győr Zuschauer: 2.500 Schiedsrichter: Skružný, Kavulič |
| 13. Juni 2015 16:00 Uhr | meiste Tore: Bodo 9 | (15:14)      | meiste Tore: Tschytschykalo 8 | Audi Arena, Győr Zuschauer: 2.500 Schiedsrichter: Skružný, Kavulič |
| 13. Juni 2015 16:00 Uhr | Strafen: 1× 3×      | Spielbericht | Strafen: 3× 4×                | Audi Arena, Győr Zuschauer: 2.500 Schiedsrichter: Skružný, Kavulič |

| 14. Juni 2015 16:00 Uhr | Russland                | 35:33        | Portugal               | ZSKA-Universal-Sporthalle, Moskau Zuschauer: 1.000 Schiedsrichter: Nikolić, Stojković |
| 14. Juni 2015 16:00 Uhr | meiste Tore: Dibirow 11 | (15:16)      | meiste Tore: Portela 8 | ZSKA-Universal-Sporthalle, Moskau Zuschauer: 1.000 Schiedsrichter: Nikolić, Stojković |
| 14. Juni 2015 16:00 Uhr | Strafen: 3× 8×          | Spielbericht | Strafen: 3× 7× 1×      | ZSKA-Universal-Sporthalle, Moskau Zuschauer: 1.000 Schiedsrichter: Nikolić, Stojković |

### Gruppe 6
| Pl. | Land           | Sp. | S | U | N | Tore      | Diff. | Punkte |
| --- | -------------- | --- | - | - | - | --------- | ----- | ------ |
| 1.  | Frankreich     | 6   | 6 | 0 | 0 | 0201:1450 | +56   | 012:00 |
| 2.  | Nordmazedonien | 6   | 3 | 1 | 2 | 0161:1540 | +7    | 07:50  |
| 3.  | Tschechien     | 6   | 2 | 1 | 3 | 0163:1850 | −22   | 05:70  |
| 4.  | Schweiz        | 6   | 0 | 0 | 6 | 0135:1760 | −41   | 00:120 |

| 29. Oktober 2014 17:45 Uhr | Nordmazedonien          | 27:20        | Schweiz               | Boris-Trajkovski-Sportzentrum, Skopje Zuschauer: 4.500 Schiedsrichter: Mažeika, Gatelis |
| 29. Oktober 2014 17:45 Uhr | meiste Tore: Lazarov 13 | (12:8)       | meiste Tore: Schmid 5 | Boris-Trajkovski-Sportzentrum, Skopje Zuschauer: 4.500 Schiedsrichter: Mažeika, Gatelis |
| 29. Oktober 2014 17:45 Uhr | Strafen: 3×             | Spielbericht | Strafen: 3×           | Boris-Trajkovski-Sportzentrum, Skopje Zuschauer: 4.500 Schiedsrichter: Mažeika, Gatelis |

| 30. Oktober 2014 19:30 Uhr | Frankreich          | 41:25        | Tschechien             | Le Phare Chambéry Métropole, Chambéry Zuschauer: 4.400 Schiedsrichter: Stark, Ştefan |
| 30. Oktober 2014 19:30 Uhr | meiste Tore: Joli 7 | (20:12)      | meiste Tore: Linhart 8 | Le Phare Chambéry Métropole, Chambéry Zuschauer: 4.400 Schiedsrichter: Stark, Ştefan |
| 30. Oktober 2014 19:30 Uhr | Strafen: 3× 1×      | Spielbericht | Strafen: 3× 2×         | Le Phare Chambéry Métropole, Chambéry Zuschauer: 4.400 Schiedsrichter: Stark, Ştefan |

| 2. November 2014 13:30 Uhr | Tschechien                       | 27:27        | Nordmazedonien          | Sportovní hala Euronics, Zlín Zuschauer: 2.000 Schiedsrichter: Togstad, Kristiansen |
| 2. November 2014 13:30 Uhr | meiste Tore: Linhart, Zdráhala 7 | (18:11)      | meiste Tore: Lazarov 10 | Sportovní hala Euronics, Zlín Zuschauer: 2.000 Schiedsrichter: Togstad, Kristiansen |
| 2. November 2014 13:30 Uhr | Strafen: 2× 3× 1×                | Spielbericht | Strafen: 2× 3×          | Sportovní hala Euronics, Zlín Zuschauer: 2.000 Schiedsrichter: Togstad, Kristiansen |

| 2. November 2014 14:30 Uhr | Schweiz                   | 24:33        | Frankreich            | St. Jakobshalle, Basel Zuschauer: 6.700 Schiedsrichter: Gubica, Milošević |
| 2. November 2014 14:30 Uhr | meiste Tore: Sidorowicz 9 | (11:15)      | meiste Tore: Guigou 8 | St. Jakobshalle, Basel Zuschauer: 6.700 Schiedsrichter: Gubica, Milošević |
| 2. November 2014 14:30 Uhr | Strafen: 3× 5×            | Spielbericht | Strafen: 3× 1×        | St. Jakobshalle, Basel Zuschauer: 6.700 Schiedsrichter: Gubica, Milošević |

| 29. April 2015 20:00 Uhr | Schweiz               | 26:30        | Tschechien               | BBC-Arena, Schaffhausen Zuschauer: 1.500 Schiedsrichter: Santos, Fonseca |
| 29. April 2015 20:00 Uhr | meiste Tore: Schmid 7 | (12:14)      | meiste Tore: Petrovský 6 | BBC-Arena, Schaffhausen Zuschauer: 1.500 Schiedsrichter: Santos, Fonseca |
| 29. April 2015 20:00 Uhr | Strafen: 3× 4× 1×     | Spielbericht | Strafen: 3× 1×           | BBC-Arena, Schaffhausen Zuschauer: 1.500 Schiedsrichter: Santos, Fonseca |

| 29. April 2015 20:15 Uhr | Nordmazedonien         | 25:27        | Frankreich            | Boris-Trajkovski-Sportzentrum, Skopje Zuschauer: 6.800 Schiedsrichter: Horváth, Márton |
| 29. April 2015 20:15 Uhr | meiste Tore: Lazarov 8 | (13:15)      | meiste Tore: Guigou 6 | Boris-Trajkovski-Sportzentrum, Skopje Zuschauer: 6.800 Schiedsrichter: Horváth, Márton |
| 29. April 2015 20:15 Uhr | Strafen: 3×            | Spielbericht | Strafen: 3× 2×        | Boris-Trajkovski-Sportzentrum, Skopje Zuschauer: 6.800 Schiedsrichter: Horváth, Márton |

| 2. Mai 2015 17:00 Uhr | Tschechien              | 29:25        | Schweiz              | Sportovní hala TJ Lokomotiva, Plzeň Zuschauer: 795 Schiedsrichter: Erdoğan, Özdeniz |
| 2. Mai 2015 17:00 Uhr | meiste Tore: Zdráhala 9 | (15:13)      | meiste Tore: Raemy 5 | Sportovní hala TJ Lokomotiva, Plzeň Zuschauer: 795 Schiedsrichter: Erdoğan, Özdeniz |
| 2. Mai 2015 17:00 Uhr | Strafen: 3×             | Spielbericht | Strafen: 3× 5×       | Sportovní hala TJ Lokomotiva, Plzeň Zuschauer: 795 Schiedsrichter: Erdoğan, Özdeniz |

| 3. Mai 2015 17:05 Uhr | Frankreich               | 35:24        | Nordmazedonien         | Palais des sports André-Brouat, Toulouse Zuschauer: 4.226 Schiedsrichter: Caçador, Nicolau |
| 3. Mai 2015 17:05 Uhr | meiste Tore: Karabatić 6 | (17:10)      | meiste Tore: Lazarov 9 | Palais des sports André-Brouat, Toulouse Zuschauer: 4.226 Schiedsrichter: Caçador, Nicolau |
| 3. Mai 2015 17:05 Uhr | Strafen: 3× 1×           | Spielbericht | Strafen: 3×            | Palais des sports André-Brouat, Toulouse Zuschauer: 4.226 Schiedsrichter: Caçador, Nicolau |

| 10. Juni 2015 18:10 Uhr | Tschechien              | 24:34        | Frankreich          | Sportovní hala Vodova, Brno Zuschauer: 3.000 Schiedsrichter: Schulze, Tönnies |
| 10. Juni 2015 18:10 Uhr | meiste Tore: Zdráhala 9 | (10:16)      | meiste Tore: Mahé 7 | Sportovní hala Vodova, Brno Zuschauer: 3.000 Schiedsrichter: Schulze, Tönnies |
| 10. Juni 2015 18:10 Uhr | Strafen: 3× 4×          | Spielbericht | Strafen: 2× 3×      | Sportovní hala Vodova, Brno Zuschauer: 3.000 Schiedsrichter: Schulze, Tönnies |

| 10. Juni 2015 20:00 Uhr | Schweiz                       | 17:26        | Nordmazedonien         | Sporthalle Kreuzbleiche, St. Gallen Zuschauer: 2.337 Schiedsrichter: Sotin, Wolodkow |
| 10. Juni 2015 20:00 Uhr | meiste Tore: Küttel, Schmid 4 | (8:15)       | meiste Tore: Lazarov 5 | Sporthalle Kreuzbleiche, St. Gallen Zuschauer: 2.337 Schiedsrichter: Sotin, Wolodkow |
| 10. Juni 2015 20:00 Uhr | Strafen: 4×                   | Spielbericht | Strafen: 3×            | Sporthalle Kreuzbleiche, St. Gallen Zuschauer: 2.337 Schiedsrichter: Sotin, Wolodkow |

| 13. Juni 2015 15:15 Uhr | Frankreich                       | 31:23        | Schweiz                 | Maison des Sports, Clermont-Ferrand Zuschauer: 4.700 Schiedsrichter: Cohen, Peretz |
| 13. Juni 2015 15:15 Uhr | meiste Tore: Guigou, N’Guessan 6 | (19:9)       | meiste Tore: Graubner 8 | Maison des Sports, Clermont-Ferrand Zuschauer: 4.700 Schiedsrichter: Cohen, Peretz |
| 13. Juni 2015 15:15 Uhr | Strafen: 3× 1×                   | Spielbericht | Strafen: 3× 4×          | Maison des Sports, Clermont-Ferrand Zuschauer: 4.700 Schiedsrichter: Cohen, Peretz |

| 14. Juni 2015 17:45 Uhr | Nordmazedonien          | 32:28        | Tschechien              | Boris-Trajkovski-Sportzentrum, Skopje Zuschauer: 6.963 Schiedsrichter: Dinu, Din |
| 14. Juni 2015 17:45 Uhr | meiste Tore: Lazarov 11 | (15:12)      | meiste Tore: Zdráhala 6 | Boris-Trajkovski-Sportzentrum, Skopje Zuschauer: 6.963 Schiedsrichter: Dinu, Din |
| 14. Juni 2015 17:45 Uhr | Strafen: 3× 4×          | Spielbericht | Strafen: 4× 5×          | Boris-Trajkovski-Sportzentrum, Skopje Zuschauer: 6.963 Schiedsrichter: Dinu, Din |

### Gruppe 7
| Pl. | Land        | Sp. | S | U | N | Tore      | Diff. | Punkte |
| --- | ----------- | --- | - | - | - | --------- | ----- | ------ |
| 1.  | Spanien     | 6   | 5 | 0 | 1 | 0184:1320 | +52   | 010:20 |
| 2.  | Deutschland | 6   | 5 | 0 | 1 | 0172:1450 | +27   | 010:20 |
| 3.  | Österreich  | 6   | 2 | 0 | 4 | 0148:1610 | −13   | 04:80  |
| 4.  | Finnland    | 6   | 0 | 0 | 6 | 0126:1920 | −66   | 00:120 |

| 29. Oktober 2014 20:15 Uhr | Deutschland                         | 30:18        | Finnland                   | Schwalbe-Arena, Gummersbach Zuschauer: 4.141 Schiedsrichter: Vešović, Mitrović |
| 29. Oktober 2014 20:15 Uhr | meiste Tore: Gensheimer, Weinhold 4 | (19:8)       | meiste Tore: A. Rönnberg 6 | Schwalbe-Arena, Gummersbach Zuschauer: 4.141 Schiedsrichter: Vešović, Mitrović |
| 29. Oktober 2014 20:15 Uhr | Strafen: 2× 4×                      | Spielbericht | Strafen: 3× 2×             | Schwalbe-Arena, Gummersbach Zuschauer: 4.141 Schiedsrichter: Vešović, Mitrović |

| 29. Oktober 2014 20:30 Uhr | Spanien              | 27:16        | Österreich           | Cangas de Morrazo Zuschauer: 1.800 Schiedsrichter: Pichon, Reveret |
| 29. Oktober 2014 20:30 Uhr | meiste Tore: Tomás 6 | (12:8)       | meiste Tore: Weber 3 | Cangas de Morrazo Zuschauer: 1.800 Schiedsrichter: Pichon, Reveret |
| 29. Oktober 2014 20:30 Uhr | Strafen: 3× 4×       | Spielbericht | Strafen: 3× 6×       | Cangas de Morrazo Zuschauer: 1.800 Schiedsrichter: Pichon, Reveret |

| 1. November 2014 17:05 Uhr | Finnland                 | 27:34        | Spanien                       | Energia-areena, Vantaa Zuschauer: 2.200 Schiedsrichter: Herczeg, Südi |
| 1. November 2014 17:05 Uhr | meiste Tore: Tamminen 11 | (15:17)      | meiste Tore: Maqueda, Tomás 7 | Energia-areena, Vantaa Zuschauer: 2.200 Schiedsrichter: Herczeg, Südi |
| 1. November 2014 17:05 Uhr | Strafen: 3× 4× 1×        | Spielbericht | Strafen: 1× 2×                | Energia-areena, Vantaa Zuschauer: 2.200 Schiedsrichter: Herczeg, Südi |

| 2. November 2014 18:00 Uhr | Österreich           | 24:28        | Deutschland                | Albert-Schultz-Eishalle, Wien Zuschauer: 6.000 Schiedsrichter: Nikolić, Stojković |
| 2. November 2014 18:00 Uhr | meiste Tore: Weber 6 | (11:12)      | meiste Tore: Gensheimer 10 | Albert-Schultz-Eishalle, Wien Zuschauer: 6.000 Schiedsrichter: Nikolić, Stojković |
| 2. November 2014 18:00 Uhr | Strafen: 3× 5×       | Spielbericht | Strafen: 2× 3×             | Albert-Schultz-Eishalle, Wien Zuschauer: 6.000 Schiedsrichter: Nikolić, Stojković |

| 29. April 2015 18:10 Uhr | Deutschland               | 29:28        | Spanien                | SAP Arena, Mannheim Zuschauer: 11.895 Schiedsrichter: Gubica, Milošević |
| 29. April 2015 18:10 Uhr | meiste Tore: Gensheimer 9 | (17:15)      | meiste Tore: Rivera 10 | SAP Arena, Mannheim Zuschauer: 11.895 Schiedsrichter: Gubica, Milošević |
| 29. April 2015 18:10 Uhr | Strafen: 3×               | Spielbericht | Strafen: 3× 4×         | SAP Arena, Mannheim Zuschauer: 11.895 Schiedsrichter: Gubica, Milošević |

| 29. April 2015 18:30 Uhr | Finnland              | 23:26        | Österreich             | Energia-areena, Vantaa Zuschauer: 1.500 Schiedsrichter: Baranowski, Lemanowicz |
| 29. April 2015 18:30 Uhr | meiste Tore: Broman 7 | (12:11)      | meiste Tore: Božović 6 | Energia-areena, Vantaa Zuschauer: 1.500 Schiedsrichter: Baranowski, Lemanowicz |
| 29. April 2015 18:30 Uhr | Strafen: 3× 2×        | Spielbericht | Strafen: 3× 4×         | Energia-areena, Vantaa Zuschauer: 1.500 Schiedsrichter: Baranowski, Lemanowicz |

| 2. Mai 2015 20:25 Uhr | Österreich           | 29:22        | Finnland                | Handball-Arena Rieden-Vorkloster, Bregenz Zuschauer: 2.000 Schiedsrichter: Covalciuc, Covalciuc |
| 2. Mai 2015 20:25 Uhr | meiste Tore: Weber 6 | (14:14)      | meiste Tore: Sundberg 6 | Handball-Arena Rieden-Vorkloster, Bregenz Zuschauer: 2.000 Schiedsrichter: Covalciuc, Covalciuc |
| 2. Mai 2015 20:25 Uhr | Strafen: 3× 4×       | Spielbericht | Strafen: 2× 3×          | Handball-Arena Rieden-Vorkloster, Bregenz Zuschauer: 2.000 Schiedsrichter: Covalciuc, Covalciuc |

| 3. Mai 2015 17:00 Uhr | Spanien               | 26:20        | Deutschland               | Palacio de los Deportes de León, León Zuschauer: 4.500 Schiedsrichter: Gjeding, Hansen |
| 3. Mai 2015 17:00 Uhr | meiste Tore: Rivera 6 | (11:8)       | meiste Tore: Gensheimer 5 | Palacio de los Deportes de León, León Zuschauer: 4.500 Schiedsrichter: Gjeding, Hansen |
| 3. Mai 2015 17:00 Uhr | Strafen: 3× 4×        | Spielbericht | Strafen: 2× 5×            | Palacio de los Deportes de León, León Zuschauer: 4.500 Schiedsrichter: Gjeding, Hansen |

| 10. Juni 2015 20:00 Uhr | Finnland                   | 20:34        | Deutschland               | Energia-areena, Vantaa Zuschauer: 1.300 Schiedsrichter: Baďura, Ondogrecula |
| 10. Juni 2015 20:00 Uhr | meiste Tore: N. Rönnberg 7 | (8:16)       | meiste Tore: Gensheimer 6 | Energia-areena, Vantaa Zuschauer: 1.300 Schiedsrichter: Baďura, Ondogrecula |
| 10. Juni 2015 20:00 Uhr | Strafen: 3×                | Spielbericht | Strafen: 2× 3×            | Energia-areena, Vantaa Zuschauer: 1.300 Schiedsrichter: Baďura, Ondogrecula |

| 10. Juni 2015 20:25 Uhr | Österreich            | 24:30        | Spanien               | Olympiahalle, Innsbruck Zuschauer: 3.500 Schiedsrichter: Mažeika, Gatelis |
| 10. Juni 2015 20:25 Uhr | meiste Tore: Santos 6 | (12:16)      | meiste Tore: Rivera 5 | Olympiahalle, Innsbruck Zuschauer: 3.500 Schiedsrichter: Mažeika, Gatelis |
| 10. Juni 2015 20:25 Uhr | Strafen: 3×           | Spielbericht | Strafen: 3× 1×        | Olympiahalle, Innsbruck Zuschauer: 3.500 Schiedsrichter: Mažeika, Gatelis |

| 13. Juni 2015 18:30 Uhr | Spanien                                      | 39:16        | Finnland                        | Palacio de los Deportes de La Rioja, Logroño Zuschauer: 2.200 Schiedsrichter: Panayides, Andreou |
| 13. Juni 2015 18:30 Uhr | meiste Tore: Baena, del Arco, García, Goñi 4 | (21:9)       | meiste Tore: Broman, Sundberg 3 | Palacio de los Deportes de La Rioja, Logroño Zuschauer: 2.200 Schiedsrichter: Panayides, Andreou |
| 13. Juni 2015 18:30 Uhr | Strafen: 3× 1×                               | Spielbericht | Strafen: 3×                     | Palacio de los Deportes de La Rioja, Logroño Zuschauer: 2.200 Schiedsrichter: Panayides, Andreou |

| 14. Juni 2015 15:15 Uhr | Deutschland          | 31:29        | Österreich            | Sparkassen-Arena, Kiel Zuschauer: 8.074 Schiedsrichter: Kurtagić, Wetterwik |
| 14. Juni 2015 15:15 Uhr | meiste Tore: Wiede 8 | (14:13)      | meiste Tore: Santos 8 | Sparkassen-Arena, Kiel Zuschauer: 8.074 Schiedsrichter: Kurtagić, Wetterwik |
| 14. Juni 2015 15:15 Uhr | Strafen: 2× 3×       | Spielbericht | Strafen: 3× 2×        | Sparkassen-Arena, Kiel Zuschauer: 8.074 Schiedsrichter: Kurtagić, Wetterwik |